# Torneio de Montreux de 1951
O Torneio de Montreux de 1951  foi a 25ª edição do Torneio de Montreux.

## Resultados
|    | Equipe      | Pts | J | V | E | D | GM | GS | DG  |
| -- | ----------- | --- | - | - | - | - | -- | -- | --- |
| 1º | Bélgica     | 19  | 7 | 5 | 2 | 0 | 25 | 11 | 14  |
| 2º | Montreux HC | 17  | 7 | 4 | 2 | 1 | 29 | 15 | 14  |
| 3º | Inglaterra  | 16  | 7 | 2 | 5 | 0 | 26 | 19 | 7   |
| 4º | Itália      | 15  | 7 | 3 | 2 | 2 | 23 | 21 | 2   |
| 5º | Espanha     | 14  | 7 | 2 | 3 | 2 | 17 | 12 | 5   |
| 6º | França      | 13  | 7 | 2 | 2 | 3 | 16 | 26 | -10 |
| 7º | Alemanha    | 10  | 7 | 1 | 1 | 5 | 15 | 34 | -19 |
| 8º | Holanda     | 8   | 7 | 0 | 1 | 6 | 10 | 23 | -13 |

|             | Suíça | Bélgica | Inglaterra | Itália | Espanha | Países Baixos | Alemanha | França |
| ----------- | ----- | ------- | ---------- | ------ | ------- | ------------- | -------- | ------ |
| Montreux HC |       | 2-3     | 2-2        | 1-3    | 2-3     | 3-3           | 2-10     | 2-6    |
| Bélgica     |       |         | 3-3        | 6-1    | 1-1     | 3-2           | 3-2      | 6-0    |
| Inglaterra  |       |         |            | 3-3    | 2-2     | 4-1           | 6-2      | 6-6    |
| Itália      |       |         |            |        | 4-3     | 5-1           | 3-3      | 6-2    |
| Espanha     |       |         |            |        |         | 2-1           | 6-0      | 1-1    |
| Holanda     |       |         |            |        |         |               | 2-5      | 0-1    |
| Alemanha    |       |         |            |        |         |               |          | 1-4    |
| França      |       |         |            |        |         |               |          |        |